# Kōsuke Yamamoto
Kōsuke Yamamoto (山本 康裕 Yamamoto Kōsuke?, Hamamatsu, Shizuoka, 29 de octubre de 1989) es un futbolista japonés que juega en la posición de mediocampista.

## Clubes
| Club         | País  | Año       |
| ------------ | ----- | --------- |
| Júbilo Iwata | Japón | 2006-2024 |

## Palmarés

### Campeonatos nacionales
| Título         | Club         | País  | Año  |
| -------------- | ------------ | ----- | ---- |
| Copa J. League | Júbilo Iwata | Japón | 2010 |

### Copas internacionales
| Título           | Club         | País  | Año  |
| ---------------- | ------------ | ----- | ---- |
| Copa Suruga Bank | Júbilo Iwata | Japón | 2011 |